# 1-丙醇
1-丙醇（Propan-1-ol）又稱正丙醇，是一種有三個碳原子的醇類有機化合物。 簡單的化學式為C3H7OH。與甲乙醚、2-丙醇(異丙醇)為同分異構體。分子式為CH3CH2CH2OH，依按IUPAC命名法稱作丙-1-醇。是一氧化碳和氫合成甲醇時的副產物。其键线式为。是伯醇之一。它在许多发酵过程中少量自然形成，并在制药工业中用作溶剂，主要用于树脂和纤维素酯。它有时还用作消毒剂。

## 物理化學特性
具有醇的通性。1-丙醇在室溫及常壓下，是無色的透明液體，有香味。

### 毒性資料
- LD50：1870 mg/kg（大鼠经口）；5040 mg/kg（兔经皮）
- LC50：48000 mg/m3（小鼠吸入）

## 用途
在日常用途中，丙醇可作化學溶劑，或作清潔物品用。

## 扩展阅读
1. Furniss, B. S.; Hannaford, A. J.; Smith, P. W. G.; Tatchell, A. R.,  5th, Harlow: Longman, 1989, ISBN 0-582-46236-3
2. Lide DR (编).  87th. TF-CRC. 2006. ISBN 0849304873.
3. O'Neil MJ (编).  14th. Merck. 2006. ISBN 091191000X.
4. Perkin WH, Kipping FS. . London: W. & R. Chambers. 1922. ISBN 0080223540.